# 螺絲山公園
螺絲山公園（葡萄牙語：Jardim Municipal da Montanha Russa，或稱馬交石公園），是位於澳門花地瑪堂區的公園，公園的歷史價值已為澳門政府所評定。
螺絲山公園佔地約9500平方公尺，公園有螺旋形小徑引導遊人迴旋到達上方的人工眺望台。由於整座公園形似一顆巨型螺絲，人工眺望台同樣是螺絲形，所以稱為螺絲山公園。

## 歷史
螺絲山公園本是望廈山和馬交石山之間的小石山，位於鮑思高粵華小學對面一個植滿茂密樹木的山丘上，屬於望廈山和馬交石山之間的小山崗，佔地面積9500平方米，建築與設計均較獨特，建於19世紀未，是當時總督羅沙推行綠化澳門、開闢公園區計劃的內容之一。由於公園設有螺旋形小徑引導遊人迴旋到達上方的眺望台，以及整座公園形似一顆巨型螺絲，便被居民稱為螺絲山公園。
公園這裡一帶昔日為荒郊之地，其鄰近的望廈墳場，亦是因為抗日戰爭時靈柩出入關閘不便及舊西洋墳場不敷應用，才會在這荒郊地建墳場。數十年前尚且如此，由此可見百多年前作為郊區的螺絲山，確為昔日郊遊野餐的好去處。
1986年，政府將公園重新進行修葺（增加了座椅及在近門處豎立了鮑思高塑像）。除了保持一向特有濃蔭環境外，公園亦增添了不少康樂設施，如兒童遊樂場、溜冰場（現改成兒童高卡賽車場）等，使之成為小朋友活動的好去處。螺絲山本是一石山，山上石景頗多，經葡國工程師開鑿螺旋形小徑後，原貌已不復見。現在整個公園最具有特色之處便是中央這座螺絲形石山。昔日在此向下遠望，可眺望黑沙環海灘，是澳門市民觀潮的好去處。自海灘被填塞後，現在公園只可看到黑沙環區及漁翁街一帶的景色。

## 地理位置
螺絲山公園位於澳門望廈山與馬交石山之間的一個小山崗上，山崗高約30公尺。公園有兩個入口，分別位於新雅馬路和亞馬喇馬路。

## 設施
- 眺望台
- 聖若望鮑思高塑像
- 兒童電動高卡車活動場
- 兒童遊樂場
- 休憩區
- 餐廳

- 聖若望鮑思高塑像
- 兒童高卡車場
- 公園眺望台
- 兒童遊樂場

## 交通
M43 螺絲山公園（Jardim Montanha Russa）
路線：28C
M47 新雅馬路／母親會（Est. Bela Vista / Obra das Mães）
路線：2、2A、6A、18、18A、18B、H2